# Josef Boleslav Pecka

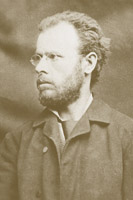
Josef Boleslav Pecka

Josef Boleslav Pecka, auch bekannt als Josef Boleslav Pecka-Strahovský (* 19. September 1849 in Prag; † 25. Juli 1897 in Chicago), war tschechischer Journalist und Dichter, Mitbegründer der Tschechischen Sozialdemokratischen Partei (Česká strana sociálně demokratická).
Der junge begabte Weber und spätere Gießer engagierte sich seit Ende der 1860er-Jahre in der Arbeiterbewegung. Seit Anfang der 1870er-Jahre publizierte er seine ersten Artikel in den Zeitungen Dělník (Arbeiter) und im Jahresalmanach Ruch (Das Treiben).
Zunächst die Arbeiterbewegung vertretend, machte er sich mit den Lehren deutscher Sozialisten Ferdinand Lassalle, später auch mit denen von Karl Marx bekannt und schloss sich den Sozialisten an. Durch seine überzeugende Haltung akquirierte er weitere Arbeiter, die sich ihm anschlossen. Durch seinen Einfluss konnten die Sozialisten verstärkt ihr Gedankengut in der Arbeiterzeitung Dělnické listy vertreten. Als Gesandter der böhmischen Arbeiterbewegung nahm er im April 1874 an einer Versammlung in Neudörfl teil, bei der die Vereinte Österreichische Sozialdemokratische Partei gegründet wurde. Noch im Oktober des gleichen Jahres berief man ihn zum Chefredakteur der Zeitschrift Budoucnost (Zukunft).
1878 wurde er Redakteur der neu gegründeten Arbeiterzeitung Organizace (Organisation), herausgegeben von den Prager Sozialisten, daneben redigierte er seit März auch Dělnické listy. Gemeinsam mit Josef Bernášek und anderen organisierte er die konstituierende Sitzung der Tschechischslawischen Sozialdemokratischen Arbeiterpartei am 7. April 1878. Daneben hielt er zahlreiche Vorträge und Reden.
1881 wurde der Sitz der Redaktion der Zeitung Dělnické listy wegen verstärkter Persekution durch die österreichische Regierung in Prag  nach Wien verlegt, Pecka folgte. 1882, wieder in Prag, wurde er im antisozialistischen Prozess zu 14 Monaten Haft unter erschwerten Bedingungen verurteilt. Nach seiner Entlassung ging er wieder nach Wien, wurde jedoch ausgewiesen, versuchte sich in Brünn niederzulassen, um hier oder in Pressburg bzw. Budapest gemeinsam mit František Josef Hlaváček, ebenfalls Journalist, eine neue Arbeiterzeitung aufzulegen. 1884 ließen sich beide in Proßnitz nieder und gaben Duch času (Zeitgeist) heraus. Die Zeiten hatten sich jedoch gewandelt und die sozialistische Bewegung verlor an Kraft und Ansehen. Im Juni 1885 gab Pecka auf und emigrierte in die USA.
In Chicago engagierte er sich weiter in der Arbeiterbewegung und arbeitete meist für sozialistische Zeitungen und Zeitschriften, jedoch bei weitem nicht mit solchem Erfolg wie in Böhmen.